# Serralada Aberdare
La serralada Aberdare (antigament, serralada Sattima, en Kikuyu: Nyandarua) és una serralada de 160 km de llarg situada al nord de la capital de Kenya, Nairobi.
Té una altitud mitjana de 3.500 m i es troba al comtat de Nyandarua, al centre oest de Kenya, al nord-est de Naivasha i Gilgil i just al sud de l'equador.
Joseph Thomson l'anomenà Serralada d'Aberdare en 1884, en honor de Lord Aberdare, que en aquell moment era el president de la Royal Geographical Society i de la Royal Historical Society.

## Topografia
La serralada Aberdare forma part de la vora oriental de la Gran Vall del Rift de Kenya, estenent-se de nord a sud.
A l'oest, cau abruptament en l'altiplà Kinangop i després en la Gran Vall del Rift. A l'est, el pendent de la serralada és més suau. Des dels seus pics es poden veure el llac Naivasha i el llunyà escarpament Mau.
L'antic nom de la serralada (serralada Sattima) ve del Mont Satima (en maasai: Ol Donyo Le Satima, «la muntanya del toro jove»), el pic més alt de la serralada Aberdare amb 3.999 m sobre el nivell del mar i que és molt boscós. El segon pic més alt, situat a l'extrem sud de la serralada, és el Mont Kinangop, de 3.906 m.
El Mont Kenya, de 5199 m i la segona muntanya més alta d'Àfrica després del Kilimanjaro, es troba a l'est de la serralada Aberdare.

## Rius
Els principals rius del bosc d'Aberdare són l'Athi i el Tana que desemboquen a l'oceà Índic, l'Ewaso Nyiro que drena en el Lorian Swamp, i el Malewa que desemboca al llac Naivasha. L'Athi, el llac Naivasha, el Tana i l'Ewaso Nyiro tenen la seva font en la Reserva Forestal d'Aberdare. El Tana és el riu més gran de Kenya i subministra aigua al complex hidroelèctric Set Forks, que genera més del 55% de la producció total d'electricitat de Kenya.
La serralada és una zona de captació d'aigua per les preses de Sasumua i Ndakaini, que proporcionen la major part de l'aigua per a Nairobi. També hi ha diversos afluents, i en la part superior hi ha pantans que són la font dels rius dels erms.

## Ecosistema

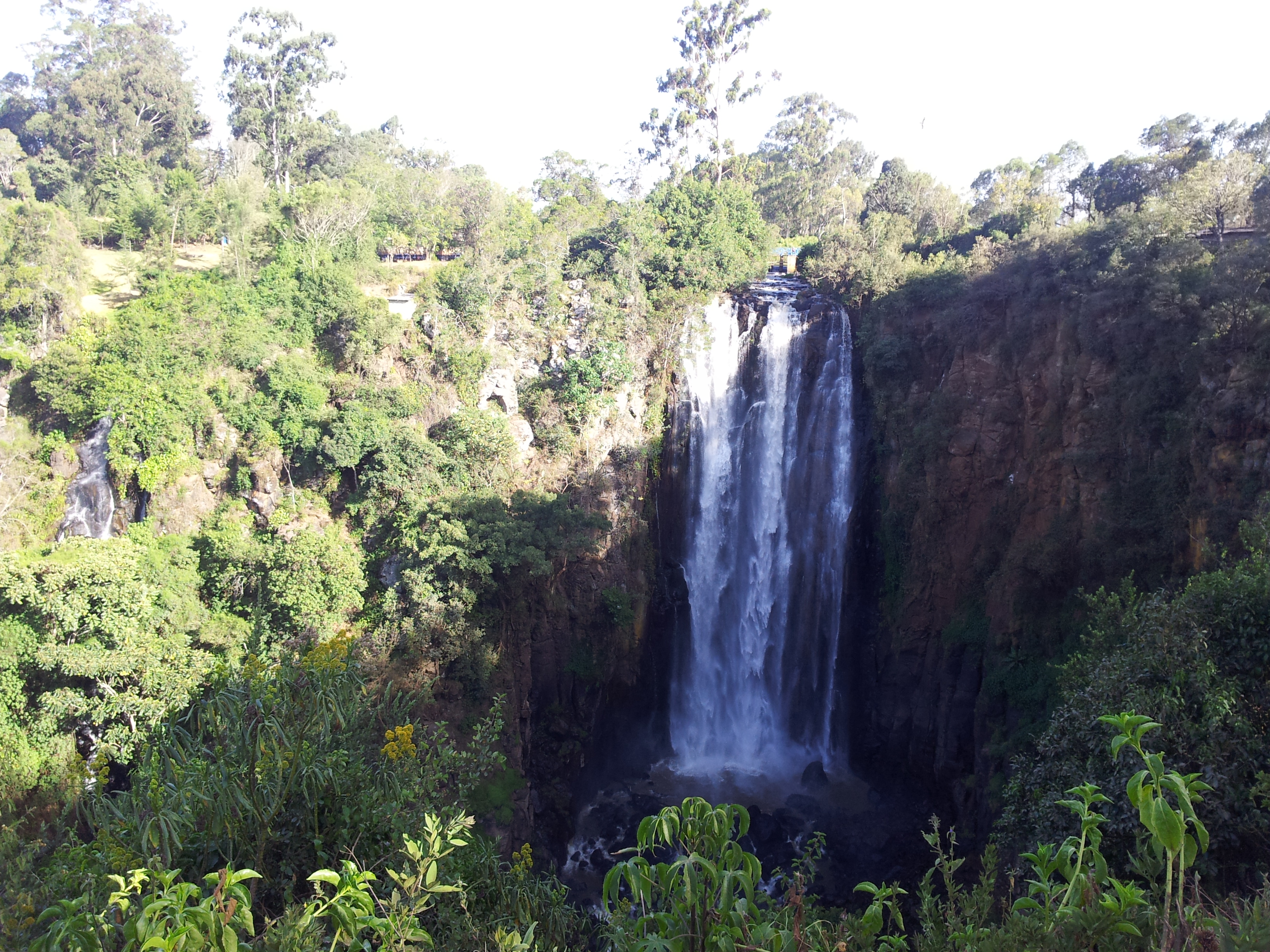
Cascades Thompson, Serralada Aberdare

Els principals ecosistemes dins de la serralada són la selva pluvial, donant pas a densos boscos de bambú i erms.
Les vessants occidentals amb forta pendent estan escassament habitades per fauna silvestre en comparació amb les suaus vessants boscosos orientals, que són la llar d'una gran varietat de vida silvestre. Hi ha multitud d'elefants, búfals, facoquers africans, així com el rinoceront negre que està en perill d'extinció. També hi ha una gran varietat de fèlids, incloent lleopards i el rar gat daurat africà. Altres espècies amenaçades com la mangosta de Jackson, el colobus i el cercopitec de Sykes són abundants, igual que els antílops aquàtics, redunques, duiquers, servals, i antílops jeroglífics.
La serralada Aberdare conté una rica diversitat de vegetació. Hi ha 778 espècies, subespècies i varietats de plantes, que es troben al Aberdare National Park (Parc Nacional d'Aberdare), a causa de l'altitud del parc i de les precipitacions en la zona. Es poden veure arbres de fusta dura com el camforer, el juniperus procera, i l'hagenia. Gran part de la serralada ha estat protegida dins del Parc Nacional d'Aberdare des de la seva creació en 1950. La serralada atrau un gran nombre d'excursionistes i escaladors que venen des dels principals centres de Naivasha i Gilgil. Les parts baixes dels vessants es cultiven i les zones més altes són conegudes per la seva vida salvatge. El Rhino Charge és un esdeveniment anual dirigit pels conservacionistes de Kenya per a pagar les tanques del Parc Nacional, com a mitjà de protecció del bosc autòcton més gran d'Àfrica oriental de la destrucció.

## El bosc de la serralada Aberdare
El bosc de la serralada Aberdare és la seu de la Reserva Forestal de Aberdare, que juntament amb l'escapament Kikuyu s'estén 120 km cap al nord de Nairobi i al voltant de 40 km al punt més ample. Amb un perímetre de 566 km, la serralada Aberdare varia la seva altitud entre 2.000 metres en els límits del bosc al costat est i 4.001 metres cap a l'extrem nord, al cim de Oldonyo Lesatima. La serralada descendeix gradualment des del pic cap a Nyahururu des del costat nord. Al costat sud, la serralada és costaruda des del pic IL Kinangop cap a la part nord del districte nord de Murang'a.
Les plantes endèmiques del bosc inclouen la lobelia deckeniisspsattimae, la helichry sumgloria-dei i l'alchemilla hageniae.
El bosc té quatre zones de vegetació: vegetació subalpina, bosc humit de muntanya, bosc xeròfil verd i bosc de la part baixa de la muntanya.

### Vegetació subalpina
Aquesta vegetació es troba a una altitud de 3.300 m i superiors, que són erms. La vegetació principal en aquesta regió és la deschampsia, la senecio johnstonii, la lobelia deckenii, i l'erica exelsa. Els arbustos més comuns són l'erica arborea i l'hebenstretia angolensis, que es troben entre 3.000 i 3.300 metres. El bambú és més comú entre els 2.400 i 3.300 m, i cobreix prop de 35.000 ha.

### Bosc humit de muntanya
En aquest bosc predomina majoritàriament la macaranga capensis i la newbutonia macrocalyx i s'estén cap al costat est de la serralada. La regió és també l'hàbitat d'espècies comercials valuoses, com l'aningeria adolfifriendrici, l'ocoteau sambarensis i la syzygium guinesee, que fan el bosc més conspicu en l'escarpa Kikuyu.

### Bosc xeromorf verd
Situat als vessants secs del nord i de l'oest de la serralada té diverses espècies, sent les més notables l'olea europea, l'olea capensis, l'olea hochstetteri, la podocarpus latifolius i la juniperus procera.

### Bosc de la part baixa de la muntanya
Està format per la coberta forestal estacional. En les pendents del nord-est predomina les espècies ekerbergia capensis, nuxia congesta, cassipourea malossana i calondendrum capense.

## Curiositats
- La zona és coneguda com el quarter general de Dedan Kimathi, líder de la dècada de 1950 durant la Rebel·lió del Mau-Mau.[6]

- Isabel II es va convertir en la reina del Regne Unit durant les seves vacances en els Aberdares.[3]

- També va ser el lloc on J. A. Hunter va matar l'elefant Rogue del bosc d'Aberdare.[7]